# Parque nacional del Golfo Oriental de Finlandia
El Parque nacional del Golfo de Finlandia Oriental (finlandés: Itäisen Suomenlahden kansallispuisto, sueco: Östra Finska vikens nationalpark) es un parque nacional en la región de Kymenlaakso en Finlandia, en la frontera con Rusia. Se estableció en 1982 y cubre 6,7 kilómetros cuadrados en tierra y una amplia zona marina con una profundidad media de 40 m. La parte terrestre del parque consta de pequeñas islas e islotes (de menos de 1 km²), en algunos de los cuales crecen bosques, en su mayoría pinos. Es uno de los pocos lugares del mar Báltico donde hay focas anilladas.

## Características
La mayoría de las islas son rocas sin árboles con costas escarpadas. El granito llamado de rapakivi u orbicular, de color marrón rojizo, es característico de la costa del sudeste finlandés. La baja salinidad del agua en esta zona, del 2 al 4 por ciento, limita la abundancia de especies marinas, como el eider común, el mejillón marino Mytilus trossulus y  el alga Fucus vesiculosus o sargazo vejigoso. La circulación del agua es muy lenta en el golfo de Finlandia, con tendencia a la eutrofización.
El parque nacional es conocido por sus aves acuáticas. Las aves acuáticas más comunes son la serreta grande y el porrón moñudo. Otras aves, como el alca común y el arao aliblanco, anidan en las islas protegidas del parque.